# Planet Pit
Planet Pit ist das sechste Studioalbum des US-amerikanischen Sängers und Rappers Pitbull.

## Hintergrund
Pitbull wendete sich nach dem mit einer Goldenen Schallplatte der RIAA ausgezeichneten spanischsprachigen Vorgängeralbum Armando wieder englischen Texten zu. Der aus Florida stammende Rapper konnte unter anderen Enrique Iglesias, Sean Paul, Kelly Rowland, Crystal Waters, Jamie Foxx und David Guetta für das Songwriting gewinnen. Einige dieser Künstler wirkten bei Titeln auch als Sänger mit (Featuring).

## Titelliste

### Standard-Version
1. Mr. Worldwide (Intro) (feat. Vein) – 1:24
2. Give Me Everything (feat. Ne-Yo, Afrojack & Nayer) – 4:12
3. Rain Over Me (feat. Marc Anthony) – 3:51
4. Hey Baby (Drop It to the Floor) (feat. T-Pain) – 3:54
5. Pause – 3:00
6. Come N Go (feat. Enrique Iglesias) – 3:50
7. Shake Señora (feat. T-Pain & Sean Paul) – 3:34
8. International Love (feat. Chris Brown) – 3:37
9. Castle Made of Sand (feat. Kelly Rowland & Jamie Drastik) – 3:48
10. Took My Love (feat. Redfoo, Vein & David Rush) – 4:29
11. Where Do We Go (feat. Jamie Foxx) – 3:50
12. Something for the DJs (feat. David Guetta & Afrojack) – 3:04

### Deluxe-Version
1. Mr. Worldwide (Intro) (feat. Vein) – 1:24
2. Give Me Everything (feat. Ne-Yo, Afrojack & Nayer) – 4:12
3. Rain Over Me (feat. Marc Anthony) – 3:51
4. Hey Baby (Drop It to the Floor) (feat. T-Pain) – 3:54
5. Pause – 3:00
6. Come N Go (feat. Enrique Iglesias) – 3:50
7. Shake Señora (feat. T-Pain & Sean Paul) – 3:34
8. International Love (feat. Chris Brown) – 3:37
9. Castle Made of Sand (feat. Kelly Rowland & Jamie Drastik) – 3:48
10. Took My Love (feat. Redfoo, Vein & David Rush) – 4:29
11. Where Do We Go (feat. Jamie Foxx) – 3:50
12. Something for the DJs – 3:04
13. Mr. Right Now (feat. Akon) – 3:07
14. Shake Señora (Remix) (feat. T-Pain, Sean Paul & Ludacris) 4:12
15. Oye Baby (vs. Nicola Fassano) 2:56
16. My Kinda Girl (feat. Nelly) 3:40

## Rezensionen
David Jefferies von AllMusic urteilt in seiner Besprechung: „Solid hooks, polished production, cutting-edge tricks, and a star-studded guest list makes this a blockbuster thrill ride“. („Gediegene Hooks, glänzende Produktion, Tricks auf dem neuesten Stand und eine von Stars strotzende Gästeliste machen dies zu einem aufregenden Kassenschlager“).
Leila Cobo vom Billboard urteilt: „It doesn’t matter, because the appeal lies in the ability to mix, match and deliver a surprising package-and when you least expect it, a sticky line, hook or beat that grabs the listener and doesn’t let go.“ („Das macht nichts, denn die Anziehungskraft liegt in der Fähigkeit zu vermischen, sich anzupassen und ein überraschendes Paket abzuliefern - und wenn man es am wenigsten erwartet, fesselt den Zuhörer eine klebrige Zeile, ein Hook oder ein Rhythmus und lässt ihn nicht mehr los.“)

## Kommerzieller Erfolg

### Chartplatzierungen
| ChartsChartplatzierungen       | Höchstplatzierung | Wochen |
| ------------------------------ | ----------------- | ------ |
| Deutschland (GfK)              | 6 (… Wo.)         | …      |
| Österreich (Ö3)                | 3 (39 Wo.)        | 39     |
| Schweiz (IFPI)                 | 2 (63 Wo.)        | 63     |
| Vereinigte Staaten (Billboard) | 7 (63 Wo.)        | 63     |
| Vereinigtes Königreich (OCC)   | 11 (18 Wo.)       | 18     |

| ChartsJahrescharts (2011)      | Platzierung |
| ------------------------------ | ----------- |
| Deutschland (GfK)              | 54          |
| Österreich (Ö3)                | 40          |
| Schweiz (IFPI)                 | 28          |
| Vereinigte Staaten (Billboard) | 124         |

| ChartsJahrescharts (2012)      | Platzierung |
| ------------------------------ | ----------- |
| Vereinigte Staaten (Billboard) | 123         |

### Auszeichnungen für Musikverkäufe
| Land/Region                  | Auszeichnungen für Musikverkäufe (Land/Region, Auszeichnung, Verkäufe) | Verkäufe  |
| ---------------------------- | ---------------------------------------------------------------------- | --------- |
| Australien (ARIA)            | Platin                                                                 | 70.000    |
| Dänemark (IFPI)              | Platin                                                                 | 20.000    |
| Deutschland (BVMI)           | Platin                                                                 | 200.000   |
| Frankreich (SNEP)            | Platin                                                                 | 100.000   |
| Indien (IMI)                 | 3× Platin                                                              | 18.000    |
| Italien (FIMI)               | Gold                                                                   | 25.000    |
| Japan (RIAJ)                 | Gold                                                                   | 100.000   |
| Kanada (MC)                  | Platin                                                                 | 80.000    |
| Mexiko (AMPROFON)            | 3× Gold                                                                | 90.000    |
| Neuseeland (RMNZ)            | 2× Platin                                                              | 30.000    |
| Österreich (IFPI)            | Gold                                                                   | 10.000    |
| Polen (ZPAV)                 | 2× Platin                                                              | 40.000    |
| Schweden (IFPI)              | Platin                                                                 | 40.000    |
| Schweiz (IFPI)               | Gold                                                                   | 15.000    |
| Singapur (RIAS)              | Gold                                                                   | 5.000     |
| Ungarn (MAHASZ)              | Gold                                                                   | 3.000     |
| Vereinigte Staaten (RIAA)    | 2× Platin                                                              | 2.000.000 |
| Vereinigtes Königreich (BPI) | Platin                                                                 | 300.000   |
| Insgesamt                    | 7× Gold · 17× Platin ·                                                 | 3.276.000 |

Hauptartikel: Pitbull (Rapper)/Auszeichnungen für Musikverkäufe